# Colossus (óriáskerék)
A Colossus egy 54,9 méter magas óriáskerék, mely a Six Flags St. Louis vidámparkban üzemel Eurekában. 50,3 méteres kerékátmérővel és 32 tíz férőhelyes kocsival rendelkezik.
A Colossus jelenleg a legmagasabb óriáskerék amerikai vidámparkban. A legmagasabb amerikai óriáskerék a 64,6 méter magas Texas Star az időszakosan működő dallasi Fair Parkban. Az óriáskerék eredetileg az 1984-es louisianai világkiállításra készült Egy menet 2.5 dollárba került0 Az óriáskereket 1986-ban szállították a Six Flags St. Louis vidámparkba, ahol az egy évvel korábban lebontott állatsimogató helyén állították fel.
2009. június 17-én a vidámpark területén áramkimaradás volt, így a park számos játékáról manuális működtetés segítségével kellett az utasokat leszállítani. Az óriáskerékkel volt a legnehezebb ez a feladat, mert energia hiányában a kereket kézi erővel kellett addig forgatni, hogy minden kocsi és utasa a földre kerülhessen, ez 75 percen át tartott.